# Daniel Juncadella
Daniel Juncadella Pérez-Sala (Barcellona, 7 maggio 1991) è un pilota automobilistico spagnolo, nipote dell'ex pilota di Formula 1 in Minardi ed ex team principal dell'HRT Luis Pérez-Sala.
Nel 2022 ha vinto l'Intercontinental GT Challenge e il GT World Challenge Europe Endurance Cup, mentre nel 2023 ha vinto la 24 Ore di Daytona nella classe GTD Pro. Tutti successi conseguiti da pilota ufficiale della Mercedes. In monoposto ha vinto sia il Gran Premio di Macao e sia il Masters di Formula 3 oltre a trionfare nel 2012 nella Formula 3 europea e nella Formula 3 Euro Series.

## Carriera

### Primi anni tra Kart e Monopsoto
Juncadella iniziò la sua carriera nel motorsport con i kart nel 2004, concludendo 21º nella Copa Campeones Trophy Junior. Inoltre, finì 32º nell'Andrea Margutti Trophy ICA Junior Class. Nel 2007 il pilota spagnolo passa alle monoposto arrivando secondo nel Master Formula Junior con sette vittorie al attivo. Lo stesso anno ha preso parte a sei corse della Formula BMW ADAC.
L'anno seguente Juncadella entra nella Red Bull Junior Team ed passa alla Formula BMW Europe con il team EuroInternational, nel suo primo anno ottiene due vittorie all'Hungaroring e il quarto posto finale. Nel 2009 rimasto nella serie ottiene una vittoria a Monza e diventa vice-campione della serie dietro al compagno di team, Felipe Nasr. Pur avendo ottenuto buoni risultati non riesce a tenere il posto nella Accademy della Red Bull.

### Formula 3

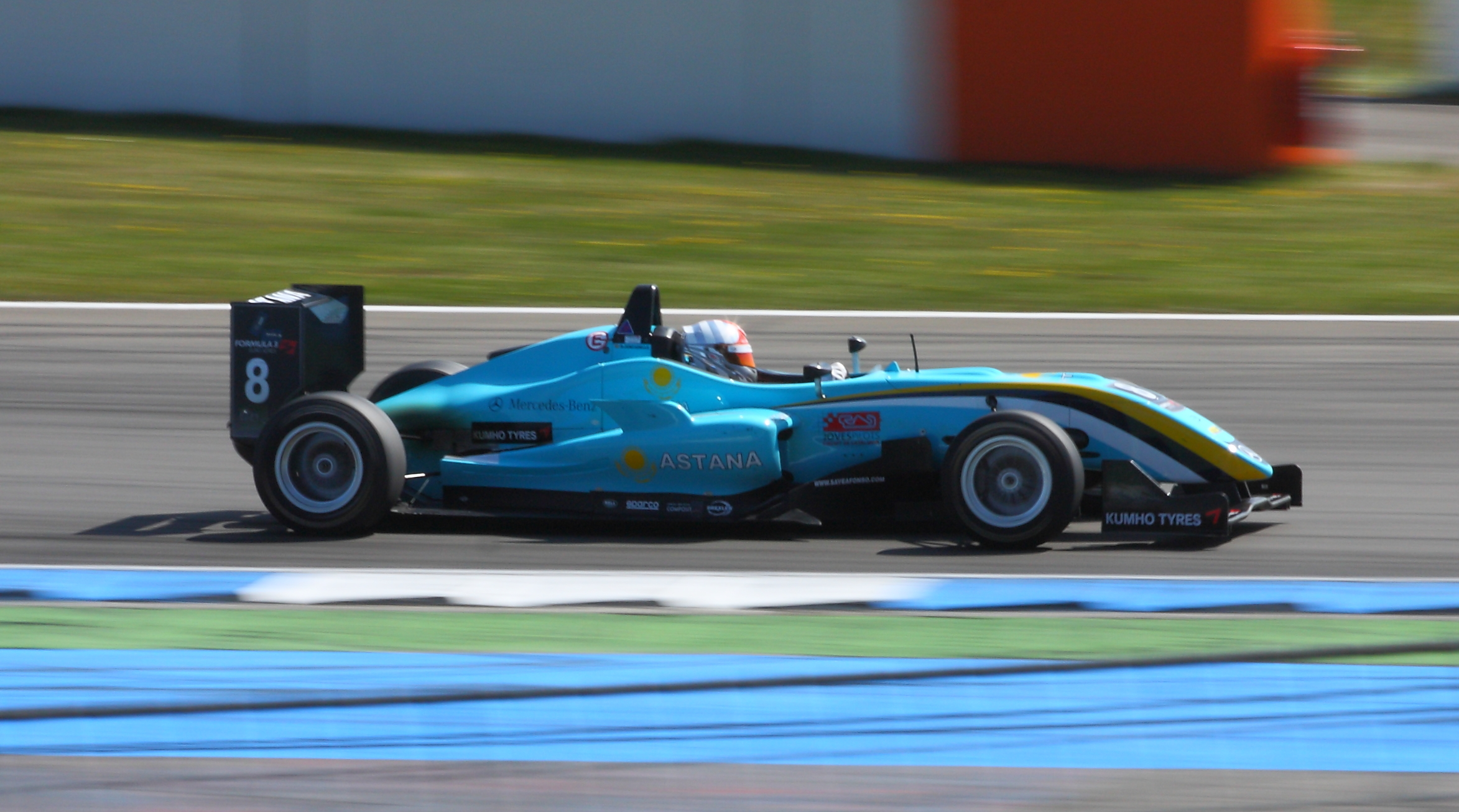
Juncadella corre la gara-2 della Formula 3 Euro Series nel 2010 a Hockenheim.

Nel 2010 Juncadella passa alla Formula 3 Euro Series correndo per il team italiano, Prema Powerteam, supportata dalla squadra ciclistica Astana. Nel suo primo anno ottiene la sua prima vittoria nel ultima corsa stagionale ad Hockenheimring davanti a Roberto Merhi. Lo stesso anno prende parte a diverse corse in giro per il mondo sempre di Formula 3.
L'anno seguente rimane nella Euro Series con la Prema dove ottiene ben quattro vittorie e arriva terzo in classifica piloti dietro Roberto Merhi e Marco Wittmann. Partecipa anche alla prima e unica edizione del Campionato Internazionale FIA di Formula 3 dove anche in questo caso arriva  terzo. Il suo primo grande successo arriva nel Gran Premio di Macao dove riesce a vincere davanti a Felipe Nasr e Wittmann.
Nel 2012 ottiene cinque vittorie nella F3 Euro Series e riesce a vincere il campionato davanti a Pascal Wehrlein e Raffaele Marciello. Sempre con la Prema prende parte anche alla F3 europea  dove ottiene altre cinque vittorie e si laurea campione nella serie davanti a Marciello e Felix Rosenqvist. Nello stesso anno partecipa anche al Masters di Formula 3 dove ottiene la Pole position davanti a Carlos Sainz Jr. e il giorno seguente riesce a vincere il Masters ancora una volta davanti a Marciello.

### DTM

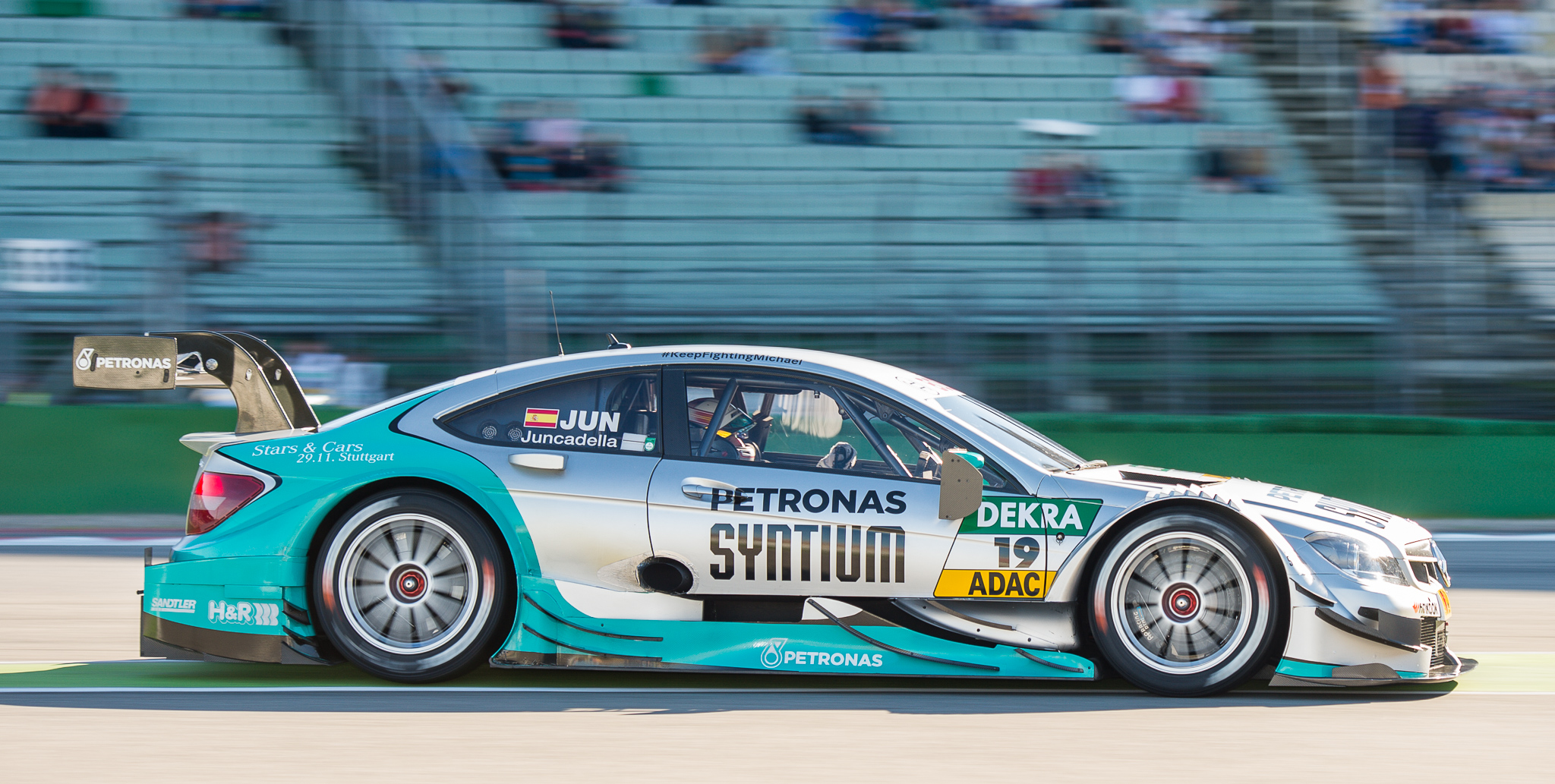
Juncadella, durante il round del Hockenheimring DTM

Nel 2013 Juncadella debutta nel Deutsche Tourenwagen Masters con la DTM AMG Mercedes C-Coupé. Il pilota spagnolo non riesce a raggiungere grandi risultati nei suoi primi anni nella serie e a fine 2016 lascia il DTM. Dopo un anno di paura, nel 2018 torna nella serie ed finalmente ottiene il suo primo podio arriva nel 2018 arrivando terzo a Norisring con la Mercedes-AMG C63 DTM. Lo stesso anno a Brands Hatch ottiene anche la sua prima vittoria davanti a Augusto Farfus e Lucas Auer.
Nel 2019, lascia la Mercedes per correre con l'Aston Martin Vantage AMR Turbo DTM, ma anche con la vettura britannica non ottiene ottimi risultati e a fine stagione decide di lasciare la serie. Dopo un anno fuori della serie, Juncadella torna nel DTM con la Mercedes-AMG GT3 Evo. Realizza la sua migliore stagione arrivando nono in classifica raggiungendo il secondo posto nella corsa del Nürburgring dietro ad Alexander Albon.

### Formula 1 e Formula E
Tra il 2008 e il 2009, durante ai suoi primi anni in monoposto, Juncadella è stato membro della Red Bull Junior Team. Nel 2012 ha la possibilità insieme a Riccardo Agostini e Eddie Cheever Jr di testare la Ferrari F60 a Vallelunga.
Nel 2013, dopo le sue esperienze in F3, diventa collaudatore della Williams. Durante i test per i giovani piloti a Silverstone esordisce alla guida di una Formula 1 dove ottiene il quinto posto tra i piloti. L'anno seguente, il 24 gennaio il pilota spagnolo firma per la Force India come terzo pilota. Durante l'anno guida la Force India VJM07 durante le prove libere dei Gran Premio di Gran Bretagna, d'Italia e del Brasile.
Durante la stagione 2018-2019 della FE diventa terzo pilota e collaudatore del team HWA Racelab. Mentre nella stagione 2019-2020 ricopre lo stesso ruolo nella Mercedes-Benz EQ Formula E Team.

### Endurance
Il suo primo grande risultato nelle gare di durata arriva nella 24 Ore del Nürburgring dove conclude terzo nel 2021. L'anno seguente con il AKKodis ASP Team partecipa al GT World Challenge Europe Endurance Cup. In equipaggio con Jules Gounon e Raffaele Marciello ottiene la vittoria nella 24 Ore di Spa e riesce a vincere il campionato. Lo stesso anno vince anche l'Intercontinental GT Challenge grazie, in primis la vittoria alla 24 Ore di Spa e anche al secondo posto nella 12 Ore del Bathurst e la vittoria nel'8 ore di Indianapolis.
Nel 2023 prende parte al Campionato IMSA WeatherTech SportsCar con il team WeatherTech Racing, correndo con la Mercedes-AMG GT3 Evo nella classe GTD Pro. Insieme a Jules Gounon, Maro Engel e Cooper MacNeil ottengono la vittoria nella 24 Ore di Daytona. Nel resto della stagione ottiene altre tre vittorie nella serie e arriva secondo in campionato dietro Ben Barnicoat e Jack Hawksworth.
L'anno seguente Juncadella lascia la Mercedes e diventa pilota ufficiale della Chevrolet. Viene annunciato tra i piloti che prenderanno parte al WEC nella classe GT3 con il team TF Sport. Per la stagione 2025 viene confermato dal team. 

## Vita privata
Gli hobby di Juncadella sono lo sci, il ping-pong, il golf, la musica e uscire, mentre il suo circuito preferito è Monza, dove ha vinto una volta nel 2009, in Formula BMW. I suoi piloti preferiti sono Mika Häkkinen e Michael Schumacher.

## Risultati

### Sommario
| Anno    | Serie                                      | Team                                  | Gare              | Vittorie          | Pole              | Gpv               | Podi              | Punti             | Pos.              |
| ------- | ------------------------------------------ | ------------------------------------- | ----------------- | ----------------- | ----------------- | ----------------- | ----------------- | ----------------- | ----------------- |
| 2007    | Master Formula Junior                      | Javier Juncadella                     | 21                | 7                 | 0                 | 13                | 13                | 359               | 2º                |
| 2007    | Formula BMW ADAC                           | AM-Holzer Rennsport                   | 6                 | 0                 | 0                 | 0                 | 0                 | 86                | 23º               |
| 2008    | Formula BMW Europe                         | EuroInternational                     | 16                | 2                 | 4                 | 1                 | 5                 | 237               | 4º                |
| 2008    | Formula BMW Finali mondiali                | EuroInternational                     | 1                 | 0                 | 0                 | 0                 | 0                 | N/A               | 4º                |
| 2008    | Formula BMW America                        | Euro Junior Team                      | 6                 | 1                 | 0                 | 0                 | 3                 | 54                | N.C.†             |
| 2009    | Formula BMW Europe                         | EuroInternational                     | 16                | 1                 | 0                 | 0                 | 7                 | 288               | 2º                |
| 2010    | Formula 3 Euro Series                      | Prema Powerteam                       | 18                | 1                 | 1                 | 4                 | 3                 | 35                | 8º                |
| 2010    | GP3 Series                                 | Tech 1 Racing                         | 10                | 0                 | 0                 | 0                 | 1                 | 10                | 14º               |
| 2010    | Formula 3 britannica                       | Prema Powerteam                       | 3                 | 1                 | 0                 | 2                 | 2                 | N/A               | N.C.†             |
| 2010    | Masters di Formula 3                       | Prema Powerteam                       | 1                 | 0                 | 0                 | 0                 | 0                 | N/A               | 16º               |
| 2010    | Gran Premio di Macao                       | Prema Powerteam                       | 1                 | 0                 | 0                 | 0                 | 0                 | N/A               | N.C.              |
| 2011    | Formula 3 Euro Series                      | Prema Powerteam                       | 27                | 4                 | 4                 | 3                 | 14                | 280               | 3º                |
| 2011    | Formula 3 International Trophy             | Prema Powerteam                       | 8                 | 1                 | 0                 | 0                 | 2                 | 72                | 3º                |
| 2011    | Masters di Formula 3                       | Prema Powerteam                       | 1                 | 0                 | 0                 | 0                 | 0                 | N/A               | N.C.              |
| 2011    | Gran Premio di Macao                       | Prema Powerteam                       | 1                 | 1                 | 0                 | 0                 | 1                 | N/A               | 1º                |
| 2012    | Formula 3 Euro Series                      | Prema Powerteam                       | 24                | 5                 | 5                 | 6                 | 6                 | 240               | 1º                |
| 2012    | Formula 3 europea                          | Prema Powerteam                       | 20                | 5                 | 5                 | 5                 | 5                 | 252               | 1º                |
| 2012    | Masters di Formula 3                       | Prema Powerteam                       | 1                 | 1                 | 1                 | 1                 | 1                 | N/A               | 1º                |
| 2013    | DTM                                        | Mücke Motorsport                      | 10                | 0                 | 0                 | 0                 | 0                 | 21                | 16º               |
| 2013    | Formula 1                                  | Williams                              | Collaudatore      | Collaudatore      | Collaudatore      | Collaudatore      | Collaudatore      | Collaudatore      | Collaudatore      |
| 2014    | DTM                                        | Mücke Motorsport                      | 1                 | 0                 | 0                 | 0                 | 0                 | 0*                | 19º*              |
| 2014    | Formula 1                                  | Force India                           | Terzo pilota      | Terzo pilota      | Terzo pilota      | Terzo pilota      | Terzo pilota      | Terzo pilota      | Terzo pilota      |
| 2015    | Deutsche Tourenwagen Masters               | Mücke Motorsport                      | 18                | 0                 | 0                 | 0                 | 0                 | 26                | 20º               |
| 2015    | Blancpain Endurance Series                 | Rowe Racing                           | 5                 | 0                 | 0                 | 0                 | 0                 | 42                | 9º                |
| 2015    | Euroformula Open                           | Emilio de Villota Motorsport          | 2                 | 0                 | 0                 | 0                 | 1                 | 0                 | NC†               |
| 2015    | Gran Premio di Macao                       | Fortec Motorsport                     | 0                 | 0                 | 0                 | 0                 | 0                 | N/A               | NP                |
| 2016    | Deutsche Tourenwagen Masters               | Mercedes-Benz DTM Team HWA I          | 18                | 0                 | 0                 | 2                 | 0                 | 6                 | 24º               |
| 2016    | British GT Championship                    | Black Falcon                          | 1                 | 0                 | 0                 | 0                 | 0                 | 18                | 16º               |
| 2016    | Blancpain GT Series Endurance Cup          | Black Falcon                          | 1                 | 0                 | 0                 | 0                 | 0                 | 0                 | NC                |
| 2016    | Blancpain GT Series Endurance Cup – Pro-Am | Black Falcon                          | 1                 | 0                 | 0                 | 0                 | 0                 | 2                 | 45º               |
| 2016    | Gran Premio di Macao                       | Hitech GP                             | 1                 | 0                 | 0                 | 0                 | 0                 | N/A               | 8º                |
| 2017    | Blancpain GT Series Sprint Cup             | AKKA ASP                              | 10                | 0                 | 0                 | 0                 | 0                 | 19                | 15º               |
| 2017    | Blancpain GT Series Endurance Cup          | AKKA ASP                              | 5                 | 1                 | 1                 | 0                 | 1                 | 41                | 6º                |
| 2017    | Intercontinental GT Challenge              | Mercedes-AMG                          | 1                 | 0                 | 0                 | 0                 | 0                 | 0                 | NC                |
| 2017    | FIA GT World Cup                           | Mercedes-AMG Team Driving Academy     | 1                 | 0                 | 0                 | 0                 | 0                 | N/A               | 8º                |
| 2018    | Deutsche Tourenwagen Masters               | Mercedes-AMG Motorsport REMUS         | 20                | 1                 | 3                 | 4                 | 2                 | 61                | 15º               |
| 2018    | Blancpain GT Series Endurance Cup          | Mercedes-AMG Team AKKA ASP            | 3                 | 0                 | 0                 | 0                 | 1                 | 33                | 12º               |
| 2018    | Intercontinental GT Challenge              | Mercedes-AMG                          | 1                 | 0                 | 0                 | 0                 | 1                 | 15                | 16º               |
| 2018    | WeatherTech SportsCar Championship         | Jackie Chan DCR JOTA                  | 1                 | 0                 | 0                 | 0                 | 0                 | 20                | 55º               |
| 2018–19 | Formula E                                  | HWA Racelab                           | Collaudatore      | Collaudatore      | Collaudatore      | Collaudatore      | Collaudatore      | Collaudatore      | Collaudatore      |
| 2019    | Deutsche Tourenwagen Masters               | R-Motorsport II                       | 18                | 0                 | 0                 | 0                 | 0                 | 23                | 14º               |
| 2019–20 | Formula E                                  | Mercedes-EQ Formula E Team            | Pilota di riserva | Pilota di riserva | Pilota di riserva | Pilota di riserva | Pilota di riserva | Pilota di riserva | Pilota di riserva |
| 2021    | DTM                                        | Gruppe M Racing                       | 12                | 0                 | 0                 | 0                 | 1                 | 77                | 9º                |
| 2021    | GT World Challenge Europe Endurance Cup    | AKKA ASP Team                         | 3                 | 0                 | 1                 | 0                 | 1                 | 36                | 9º                |
| 2022    | IMSA - GTD Pro                             | WeatherTech Racing                    | 3                 | 0                 | 0                 | 2                 | 0                 | 809               | 13º               |
| 2022    | IMSA - GTD                                 | WeatherTech Racing                    | 1                 | 0                 | 0                 | 1                 | 0                 | 569               | 38º               |
| 2022    | IMSA - GTD                                 | Gilbert Korthoff Motorsports          | 1                 | 0                 | 0                 | 0                 | 1                 | 569               | 38º               |
| 2022    | ADAC GT Masters                            | Mercedes-AMG Team zvo                 | 5                 | 0                 | 0                 | 0                 | 0                 | 105               | 13º               |
| 2022    | ADAC GT Masters                            | Mann-Filter Team Landgraf             | 6                 | 0                 | 2                 | 1                 | 3                 | 105               | 13º               |
| 2022    | GT World Challenge Europe Endurance Cup    | AKKodis ASP Team                      | 5                 | 1                 | 1                 | 1                 | 3                 | 89                | 1º                |
| 2022    | Intercontinental GT Challenge              | Mercedes-AMG Team Craft-Bamboo Racing | 2                 | 1                 | 0                 | 0                 | 2                 | 68                | 1º                |
| 2022    | Intercontinental GT Challenge              | Mercedes-AMG Team AKKodis ASP         | 1                 | 1                 | 1                 | 0                 | 1                 | 68                | 1º                |
| 2022    | Intercontinental GT Challenge              | Mercedes-AMG GruppeM Racing           | 1                 | 0                 | 0                 | 0                 | 0                 | 68                | 1º                |
| 2023    | IMSA - GTD Pro                             | WeatherTech Racing                    | 11                | 4                 | 1                 | 2                 | 6                 | 3648              | 2º                |
| 2023    | GT World Challenge Europe Endurance Cup    | Mercedes-AMG Team GruppeM Racing      | 1                 | 0                 | 0                 | 0                 | 0                 | 7                 | 20º               |
| 2023    | GT World Challenge Asia - GT3              | Craft-Bamboo Racing                   | 8                 | 2                 | 2                 | 1                 | 3                 | 91                | 7º                |
| 2023    | GT World Challenge Asia - Pro-Am Cup       | Craft-Bamboo Racing                   | 8                 | 2                 | 2                 | 1                 | 3                 | 92                | 8º                |
| 2023    | Intercontinental GT Challenge              | Mercedes-AMG Craft-Bamboo Racing      | 1                 | 0                 | 0                 | 0                 | 0                 | 23                | 17º               |
| 2023    | Intercontinental GT Challenge              | Mercedes-AMG Team GruppeM Racing      | 2                 | 0                 | 0                 | 0                 | 1                 | 23                | 17º               |
| 2024    | WEC-GT3                                    | TF Sport                              |                   |                   |                   |                   |                   | *                 |                   |

* Stagione in corso.
† Poiché Juncadella fu un pilota ospite, non poté ottenere punti.

### Formula 3 Euro Series
(legenda) (Le gare in grassetto indicano la pole position) (Gare in corsivo indicano Gpv)
| Anno | Team            | Motore   | 1   | 2   | 3   | 4   | 5   | 6   | 7   | 8   | 9   | 10  | 11  | 12  | 13  | 14  | 15  | 16  | 17  | 18  | 19  | 20  | 21  | 22  | 23  | 24  | 25  | 26  | 27  | Punti | Pos. |
| ---- | --------------- | -------- | --- | --- | --- | --- | --- | --- | --- | --- | --- | --- | --- | --- | --- | --- | --- | --- | --- | --- | --- | --- | --- | --- | --- | --- | --- | --- | --- | ----- | ---- |
| 2010 | Prema Powerteam | Mercedes | LEC | LEC | HOC | HOC | VAL | VAL | NOR | NOR | NÜR | NÜR | ZAN | ZAN | BRH | BRH | OSC | OSC | HOC | HOC |     |     |     |     |     |     |     |     |     | 35    | 8º   |
| 2010 | Prema Powerteam | Mercedes | 4   | 7   | 8   | 2   | 9   | 9   | 10  | 6   | 12  | 10  | Rit | 9   | 6   | 3   | 4   | 6   | 8   | 1   |     |     |     |     |     |     |     |     |     | 35    | 8º   |
| 2011 | Prema Powerteam | Mercedes | LEC | LEC | LEC | HOC | HOC | HOC | ZAN | ZAN | ZAN | RBR | RBR | RBR | NOR | NOR | NOR | NÜR | NÜR | NÜR | SIL | SIL | SIL | VAL | VAL | VAL | HOC | HOC | HOC | 280   | 3º   |
| 2011 | Prema Powerteam | Mercedes | 3   | 3   | 1   | 6   | 1   | 4   | 5   | 7   | 12  | 2   | 6   | 1   | Rit | 3   | 11  | 2   | 4   | 1   | 3   | 2   | 8   | 4   | 3   | 2   | 7   | 6   | 3   | 280   | 3º   |
| 2012 | Prema Powerteam | Mercedes | HOC | HOC | HOC | BRH | BRH | BRH | RBR | RBR | RBR | NOR | NOR | NOR | NÜR | NÜR | NÜR | ZAN | ZAN | ZAN | VAL | VAL | VAL | HOC | HOC | HOC |     |     |     | 240   | 1º   |
| 2012 | Prema Powerteam | Mercedes | 1   | Rit | 1   | 2   | 12  | 8   | 7   | 8   | 1   | SQ  | 11  | 2   | 1   | 8   | SQ  | 6   | 2   | 1   | 2   | 7   | 2   | 13  | Rit | 4   |     |     |     | 240   | 1º   |

### GP3 Series
(legenda) (Le gare in grassetto indicano la pole position) (Gare in corsivo indicano Gpv)
| Anno | Team          | 1   | 2   | 3   | 4   | 5   | 6   | 7   | 8   | 9   | 10  | 11  | 12  | 13  | 14  | 15  | 16  | Punti | Pos. |
| ---- | ------------- | --- | --- | --- | --- | --- | --- | --- | --- | --- | --- | --- | --- | --- | --- | --- | --- | ----- | ---- |
| 2010 | Tech 1 Racing | CAT | CAT | IST | IST | VAL | VAL | SIL | SIL | HOC | HOC | HUN | HUN | SPA | SPA | MNZ | MNZ | 10    | 14º  |
| 2010 | Tech 1 Racing | 11  | 11  |     |     |     |     | Rit | Rit | 8   | 2   |     |     | 5   | SQ  | 22  | Rit | 10    | 14º  |

### DTM
(legenda) (Le gare in grassetto indicano la pole position) (Gare in corsivo indicano Gpv)
| Anno | Team                          | Auto                               | 1   | 2   | 3   | 4   | 5   | 6   | 7   | 8   | 9   | 10  | 11  | 12  | 13  | 14  | 15  | 16  | 17  | 18  | 19  | 20  | Punti | Pos. |
| ---- | ----------------------------- | ---------------------------------- | --- | --- | --- | --- | --- | --- | --- | --- | --- | --- | --- | --- | --- | --- | --- | --- | --- | --- | --- | --- | ----- | ---- |
| 2013 | Mücke Motorsport              | DTM AMG Mercedes C-Coupé           | HOC | BRH | SPL | LAU | NOR | MSC | NÜR | OSC | ZAN | HOC |     |     |     |     |     |     |     |     |     |     | 21    | 16º  |
| 2013 | Mücke Motorsport              | DTM AMG Mercedes C-Coupé           | 12  | 20  | 13  | 6   | 4   | 18  | Rit | 17  | 17  | 10  |     |     |     |     |     |     |     |     |     |     | 21    | 16º  |
| 2014 | Mücke Motorsport              | DTM AMG Mercedes C-Coupé           | HOC | OSC | HUN | NOR | MSC | SPL | NÜR | LAU | ZAN | HOC |     |     |     |     |     |     |     |     |     |     | 22    | 18º  |
| 2014 | Mücke Motorsport              | DTM AMG Mercedes C-Coupé           | 19  | Rit | 16  | 13  | 15  | 15  | 5   | 4   | 17  | 21† |     |     |     |     |     |     |     |     |     |     | 22    | 18º  |
| 2015 | Petronas Mercedes-AMG         | Mercedes-AMG C63 DTM               | HOC | HOC | LAU | LAU | NOR | NOR | ZAN | ZAN | SPL | SPL | MSC | MSC | OSC | OSC | NÜR | NÜR | HOC | HOC |     |     | 26    | 20º  |
| 2015 | Petronas Mercedes-AMG         | Mercedes-AMG C63 DTM               | Rit | 15  | 10  | 6   | 10  | 8   | 16  | Rit | 11  | Rit | 5   | 13  | 10  | 15  | 17  | 10  | 13  | 12  |     |     | 26    | 20º  |
| 2016 | Mercedes-Benz DTM Team HWA I  | Mercedes-AMG C63 DTM               | HOC | HOC | SPL | SPL | LAU | LAU | NOR | NOR | ZAN | ZAN | MSC | MSC | NÜR | NÜR | HUN | HUN | HOC | HOC |     |     | 6     | 24º  |
| 2016 | Mercedes-Benz DTM Team HWA I  | Mercedes-AMG C63 DTM               | Rit | 16† | Rit | 12  | 18  | Rit | 19  | SQ  | 8   | 12  | 24  | 12  | 17  | 9   | 11  | SQ  | 21  | Rit |     |     | 6     | 24º  |
| 2018 | Mercedes-AMG Motorsport REMUS | Mercedes-AMG C63 DTM               | HOC | HOC | LAU | LAU | HUN | HUN | NOR | NOR | ZAN | ZAN | BRH | BRH | MIS | MIS | NÜR | NÜR | SPL | SPL | HOC | HOC | 61    | 15º  |
| 2018 | Mercedes-AMG Motorsport REMUS | Mercedes-AMG C63 DTM               | 8   | 18  | 14  | 12  | 10  | 11  | 8   | 3   | 16  | 12  | 1   | 9   | 14† | 17  | 15  | 17† | 14  | 11  | 14  | 15  | 61    | 15º  |
| 2019 | R-Motorsport 2                | Aston Martin Vantage AMR Turbo DTM | HOC | HOC | ZOL | ZOL | MIS | MIS | NOR | NOR | ASS | ASS | BRH | BRH | LAU | LAU | NÜR | NÜR | HOC | HOC |     |     | 23    | 14º  |
| 2019 | R-Motorsport 2                | Aston Martin Vantage AMR Turbo DTM | 9   | 16† | Rit | Rit | 13  | 14  | 6   | 10  | Rit | 7   | 10  | 8   | 12  | 12  | 10  | 12  | Rit | Rit |     |     | 23    | 14º  |
| 2021 | Gruppe M Racing               | Mercedes-AMG GT3 Evo               | MNZ | MNZ | LAU | LAU | ZOL | ZOL | NÜR | NÜR | RBR | RBR | ASS | ASS | HOC | HOC | NOR | NOR |     |     |     |     | 77    | 9º   |
| 2021 | Gruppe M Racing               | Mercedes-AMG GT3 Evo               | 5   | 11  | Rit | 7   | Rit | 12  | 8   | 2   | 11  | 12  | Rit | Rit | 6   | 5   | 7   | 5   |     |     |     |     | 77    | 9º   |

† Il pilota non è arrivato, ma è stato classificato poiché ha completato il 75% della distanza di gara del vincitore.

### Formula 1
| 2014 | Scuderia    | Vettura           |  |  |  |  |  |  |  |  |    |  |  |  |    |  |  |  |  |    |  |  |  |  |  |  | Punti | Pos. |
| ---- | ----------- | ----------------- |  |  |  |  |  |  |  |  | -- |  |  |  | -- |  |  |  |  | -- |  |  |  |  |  |  | ----- | ---- |
| 2014 | Force India | Force India VJM07 |  |  |  |  |  |  |  |  | SP |  |  |  | SP |  |  |  |  | SP |  |  |  |  |  |  |       |      |

| Legenda | 1º posto     | 2º posto | 3º posto    | A punti         | Senza punti/Non class.  | Grassetto – Pole position Corsivo – Giro più veloce |
| Legenda | Squalificato | Ritirato | Non partito | Non qualificato | Solo prove/Terzo pilota | Grassetto – Pole position Corsivo – Giro più veloce |

### WEC
| Anno    | Squadra  | Classe | Vettura                      | QAT | IMO | SPA | LMS | SÃO | COA | FUJ | BHR | Punti | Pos. |
| ------- | -------- | ------ | ---------------------------- | --- | --- | --- | --- | --- | --- | --- | --- | ----- | ---- |
| 2024    | TF Sport | LMGT3  | Chevrolet Corvette Z06 GT3.R | 10  | 8   | 12  | 9   | Rit | 8   | Rit | 3   | 37    | 14°  |
| Anno    | Squadra  | Classe | Vettura                      | QAT | IMO | SPA | LMS | SÃO | COA | FUJ | BHR | Punti | Pos. |
| 2025    | TF Sport | LMGT3  | Chevrolet Corvette Z06 GT3.R | 1   | 7   | 13  | 6   |     |     |     |     | 60*   |      |
| Legenda |          |        |                              |     |     |     |     |     |     |     |     |       |      |

* Stagione in corso.

### ELMS
| Anno    | Squadra    | Classe | Vettura  | BAR | LEC | IMO | SPA | SIL | ALG | Punti | Pos. |
| ------- | ---------- | ------ | -------- | --- | --- | --- | --- | --- | --- | ----- | ---- |
| 2025    | IDEC Sport | LMP2   | Oreca 07 | 1   |     |     |     |     |     | 25*   |      |
| Legenda |            |        |          |     |     |     |     |     |     |       |      |

*Stagione in corso.

### 24 Ore di Daytona
| Anno | Team                 | Co-Piloti                                  | Vettura                 | Classe  | Giri | Pos. | Class Pos. |
| ---- | -------------------- | ------------------------------------------ | ----------------------- | ------- | ---- | ---- | ---------- |
| 2018 | Jackie Chan DCR JOTA | Robin Frijns Lance Stroll Felix Rosenqvist | Oreca 07                | P       | 777  | 15°  | 11°        |
| 2022 | WeatherTech Racing   | Maro Engel Jules Gounon Cooper MacNeil     | Mercedes-AMG GT3 Evo    | GTD Pro | 487  | Rit  | Rit        |
| 2023 | WeatherTech Racing   | Maro Engel Jules Gounon Cooper MacNeil     | Mercedes-AMG GT3 Evo    | GTD Pro | 729  | 17°  | 1°         |
| 2024 | Corvette Racing      | Alexander Sims Antonio García              | Porsche 911 GT3 R (992) | GTD Pro | 718  | 30°  | 5°         |

### 24 Ore di Le Mans
| Anno | Team     | Co-Piloti               | Vettura                      | Classe | Giri | Pos. | Class Pos. |
| ---- | -------- | ----------------------- | ---------------------------- | ------ | ---- | ---- | ---------- |
| 2025 | TF Sport | Jonny Edgar Ben Keating | Chevrolet Corvette Z06 GT3.R | LMGT3  | 339  | 39°  | 7°         |